# 半衰期系列
半衰期系列（中国大陆又译作）是由Valve制作发行的一系列科幻第一人称射击遊戲。  在大多数情况下，玩家控制物理学家戈登·弗里曼与外星人入侵作斗争。游戏不同于当时绝大多数以爽快射击为主的FPS游戏，而是将剧情与射击相结合，给FPS游戏业造成了深远影响。
Valve开发的第一款游戏《半衰期》于1998年发布，获得了巨大的商业成功。 玩家控制着戈登·弗里曼（Gordon Freeman）从"串联共振"所引发的外星入侵中幸存下来。 《半衰期》的一些游戏模组也十分流行，例如反恐精英和胜利之日等。在Valve开发完成《半衰期》之后，与Gearbox Software合作开发《半衰期》资料片《半衰期：针锋相对》（1999年11月1日）和《半衰期：蓝色行动》（2001年6月1日）、《半衰期：衰变》（2001年11月14日）。
2004年，Valve发布了《半衰期2》，获得了更大的成功。Valve继续开发了其资料片《半衰期2：消失的海岸线》（2005年10月27日）及系列续作《半衰期2：第一章》（2006年6月1日）和《半衰期：第二章》（2007年10月10日）。《半衰期2：第三章》原定于2007年圣诞节发行，但至今尚未发行。  
以半衰期系列同一世界观开发的游戏《传送门》于2007年10月10日发行。并在2011年4月19日发行了其续作《传送门2》。

## 半衰期系列
- 半衰期（1998年11月9日）
  - 半衰期：Uplink（1999年2月12日）（半条命的展示版）
  - 半衰期：Day One （1998年11月1日）（半条命的OEM夥伴展示版）
  - 半衰期：针锋相对（1999年11月1日）
  - 半衰期：蓝色行动（2001年6月1日）
  - 半衰期：衰变（2001年11月14日）（只在PS2平台上發布）
- 半衰期2（2004年11月16日）
  - 半衰期2：消失的海岸線（2005年10月27日）
- 半衰期2：第一章（2006年6月1日）
- 半衰期2：第二章（2007年10月10日）
- 半衰期：爱莉克斯（2020年3月23日）（虛擬實境限定游戏）

## 相关作品

### 传送门系列
- 传送门（2007年10月10日）
- 传送门2（2011年4月19日）

### 其他作品
- 半衰期2：死亡竞赛（2004年11月30日）

## 发行

### 名稱
《半衰期》的英文原文的原意是物質的，即放射性物質衰變到本身一半的時間。小写的希臘字母λ被作為遊戲的標誌，代表方程中的衰减常数。
《半衰期》和它第一代的資料片都以科學詞彙命名：《半衰期：针锋相对》（Half-Life: Opposing Force）名字來自於牛頓運動定律；《半衰期：藍色行动》（Half-Life: Blue Shift）則以電磁波蓝移為名；而《半衰期：衰变》（Half-Life: Decay）的名称来源于放射性衰变。
Valve公布的半衰期系列最新作《半衰期：爱莉克斯》（Half-Life: Alyx) 名称来源于本作中玩家所控制的角色爱莉克斯·凡斯（Alyx Vance）。
在台灣和香港，此遊戲稱為「戰慄時空」。在中国大陆，“Half-Life”曾被代理商翻译为「半条命」，该译名也成为了普遍称法，直到《半衰期：爱莉克斯》公布后，游戏官方译名改为“半衰期”。著名的遊戲模組Counter-Strike在中國大陸及港台則分别被稱為「反恐精英」和「絕對武力」。

## 外部連結
- 官方网站
- 莫比游戏上的《Half-Life系列》（英文）
- Combine OverWiki （页面存档备份，存于）